# Ierusalima Gligor
Ierusalima Gligor, aussi appelée Ierusalima de Tismana, née le 7 juin 1929 à Ocna Sibiului et morte le 21 avril 2021 au monastère de Tismana, est une moniale et higoumène roumaine.
Elle occupe la charge d'higoumène du monastère pendant 51 ans, du 26 décembre 1958 au 21 mai 2010.

## Biographie
Gligor naît à Ocna Sibiului le 7 juin 1929,. Elle choisit la vie monastique à 17 ans, en 1946, d'abord comme novice soit au monastère de Bistrița,, soit à celui de Horezu. À partir de 1951, elle rejoint le monastère de Tismana avec un groupe de moniales,. Le 26 décembre 1958, après l'arrestation de la précédente higoumène sous de fausses charges lancées par la République populaire roumaine, elle est élue comme higoumène du monastère,. Elle est connue pour avoir lancé la reconstruction d'églises détruites,. En 1979, avec les moniales du monastère, elle commande un reliquaire d'argent à l'artiste roumain Gheorghe Stoica pour y mettre des reliques de Nicodème l'Hagiorite, Jean Chrysostome et Ignace d'Antioche.
Elle occupe cette charge jusqu'au 21 mai 2010. Gligor meurt le 24 avril 2021,.